# Juan Núñez de la Peña
Pour les articles homonymes, voir Juan Núñez, Núñez et Peña (homonymie).
Juan Núñez de la Peña (mai 1641-3 janvier 1721), est un historien espagnol. 

## Biographie
Né à San Cristóbal de La Laguna, il étudia le latin et les humanités au collège de San Agustín de La Laguna et fut ensuite ordonné prêtre. Il travailla à Tolède comme notaire avant de retourner aux Îles Canaries.
Il y commença à compiler et archiver des documents municipaux, notariaux et ecclestiastiques qui lui permirent d'écrire une histoire des îles appelée Conquista y antigüedades de las islas de la Gran Canaria y su descripción, con muchas advertencias de sus privilegios, conquistadores, pobladores y otras particularidades en la muy poderosa isla de Tenerife, dirigido a la milagrosa imagen de Nuestra Señora de Candelaria.  Cet ouvrage fut publié en 1676, avec une seconde édition corrigée trois ans plus tard.  
Dans cette histoire, il suit les Guanches autant que la généalogie des familles européennes sur les îles.  
Il fut honoré pour son travail d'une rente de 200 pesos et du titre de cronista general de los reinos de Castilla y León ("Chroniqueur général des royaumes de Castille-et-León").